# 심근수 (피아니스트)
심근수(Geunsu Shim, 1989년 7월 8일 ~ )는 대한민국의 피아니스트이다.

## 생애
피아니스트 심근수는 음악 영재 출신으로, 서울 예술의전당 영재아카데미와 예원학교에서 공부하였고, 서울예술고등학교 재학 중 독일로 유학을 떠났다. 그는 독일 하노버, 라이프치히, 뮌헨, 뮌스터에서 Arnulf von Arnim, Vladimir Krainev, Gerald Fauth 문하에서 공부하였다. 공부를 마치고 귀국 후 2021년 2월 서울 예술의전당 리사이틀홀에서 귀국 피아노 독주회를 하였다.

## 수상 경력
- 2017년 Amigdala International Music Competition (이탈리아) 1위
- 2017년 Amigdala International Prize for Piano Interpretation (이탈리아) 3위
- 2017년 International Music Competition London Grand Prize Virtuoso (영국) 1위
- 2017년 Brest International Piano Competition (프랑스) 1등 메달 입상
- 2016년 Caraglio International Piano Competition (이탈리아) 3위
- 2015년 Troisdorf International Piano Competition (독일) 6위
- 2015년 Ile-de-France International Piano Competition (프랑스) Finalist 입상
- 2003년 음악춘추콩쿠르 (대한민국) 입상
- 2003년 주니어쇼팽콩쿠르 (대한민국) 입상
- 2000년 소년한국일보콩쿠르 (대한민국) 입상

## 평론
독일 신문 Westfälische Nachrichten에서 '심근수의 연주는 성숙함을 자아냄과 동시에 음악적으로 체계적이다.'라고 호평한 바 있다.